# Osilnica
Osilnica (Duits: Ossilnitz) is sinds 1995 een kleine zelfstandige gemeente in de Sloveense regio Jugovzhodna Slovenija en telt 430 inwoners (2008).
In 2022 bestond 35,8% van de bevolking van Osilnica uit 65-plussers, waarmee Osilnica in dat jaar de meest vergrijsde gemeente in Slovenië was. Het landelijke gemiddelde was 21,1%.

## Geschiedenis
Ongeveer 4000 jaar oude sporen van bewoning zijn in grotten nabij Osilnica gevonden. Ook overblijfselen uit de hallstattcultuur en Romeinse tijd zijn er aangetroffen.
Osilnica kwam in 1247 met omliggende gebieden rond Ribnica in handen van de familie Orthenburg, die het planmatig begonnen te koloniseren. Toen de Orthenburgers in 1418 uitstierven, ging het bezit over op de graven van Celje, enkele decennia later - in 1456 - op de Habsburgers, die het in leen gaven.
In 1531 werden in Osilnica Uskoken gevestigd, die echter spoedig verdwenen bij gebrek aan weidegronden.
In het Koninkrijk Joegoslavië maakte het vanaf 1931 tot 1941 deel uit van de Kroatische banaat en tijdens de Tweede Wereldoorlog van de Italiaanse bezettingszone.

## Plaatsen in de gemeente
Belica, Bezgarji, Bezgovica, Bosljiva Loka, Grintovec pri Osilnici, Križmani, Ložec, Malinišče, Mirtoviči, Osilnica, Padovo pri Osilnici, Papeži, Podvrh, Ribjek, Sela, Spodnji Čačič, Strojiči, Zgornji Čačič, Žurge
Črnomelj · Dolenjske Toplice · Kočevje · Kostel · Loški Potok · Metlika · Mirna · Mirna Peč · Mokronog-Trebelno · Novo mesto · Osilnica · Ribnica · Semič · Šentjernej · Šentrupert · Škocjan · Šmarješke Toplice · Sodražica · Straža · Trebnje · Žužemberk